# Радіографічний аналіз

Радіографічний аналіз (рос. радиографический анализ, англ. radiographic analysis; нім. radiographische Analyse f) — сукупність методів дослідження об’єктів з метою визначення в них просторового розподілу і локальної концентрації елементів без руйнування зразків, що досліджуються, шляхом впливу йонізуючих випромінювань на спеціальні детектори (фотоплівку, трековий детектор), чутливі до цих випромінювань. 

## Різновиди
Термін радіографічний аналіз охоплює різноманітні способи дослідження об’єктів, що розрізнюються типом випромінення, його походженням, способом реєстрації і інше. Дозволяє отримувати зображення об’єкта, що відображають поширення в ньому радіонуклідів (авторадіографія), або ділянок з різною густиною речовини (радіографія просвічуюча). Авторадіографія дозволяє вивчати просторовий розподіл радіонуклідів у зразку.

## Технічні засоби
Радіографічний (рентгенографія або томографія) контроль зварних з'єднань трубопроводів виконується з використанням рентгенівських апаратів, джерел радіоактивного випромінювання Іридій-192, цезій-137, селен-75, тулій-170 і кобальт-60 та радіографічної плівки.
При радіографічному контролі використовують вітчизняні рентгенівські плівки РТ-5, РТ-4М, РТ-2, РТ-3, РНТМ-1, РТ-1, РТ-СШ та інші імпортного виготовлення.
Для просвічування використовують рентгенівські апарати безперервної дії, імпульсні рентгенівські апарати, гама-дефектоскопи, внутрішньо-трубні самохідні установки.

## Прикладні галузі застосування методу
Радіографічний аналіз у збагаченні корисних копалин – метод дослідження розподілу флотореаґентів (у склад яких введено радіоактивний ізотоп) на поверхні зерен мінералу. 